# Reserva histórico-arqueológica nacional de Madara
La Reserva histórico-arqueológica Nacional de Madara es una extensa reserva nacional situada en el noreste de Bulgaria, no lejos de la ciudad de Shumen.

## Turismo
La reserva atrae a muchos turistas gracias al Caballero de Madara, un bajorrelieve tallado en una montaña, reconocido como Patrimonio de la Humanidad por la UNESCO.
Además del Caballero, en la reserva hay diferentes santuarios y cuevas, y hay pruebas de asentamientos humanos 6000 o 7000 a. C.

## Galería de imágenes

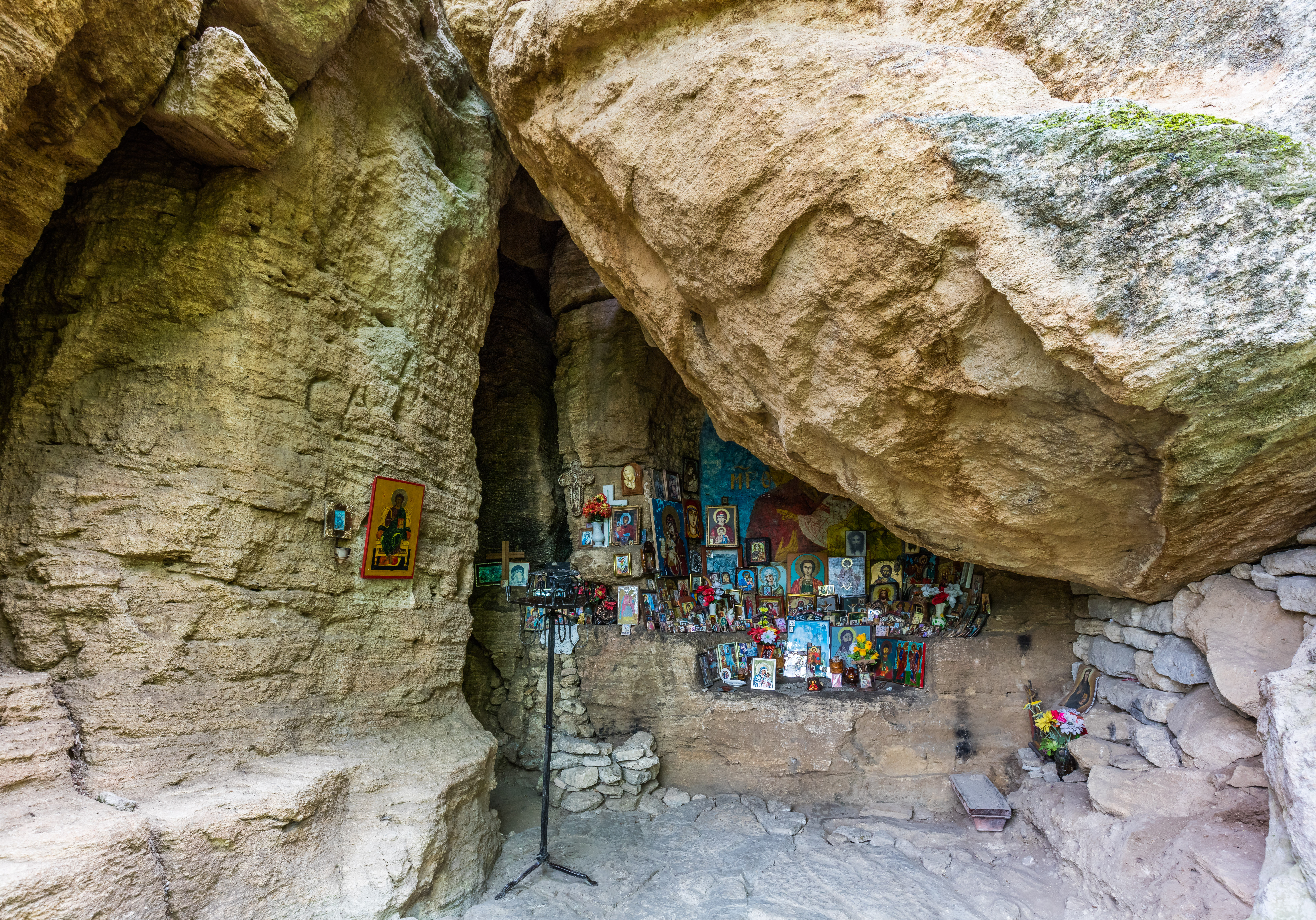
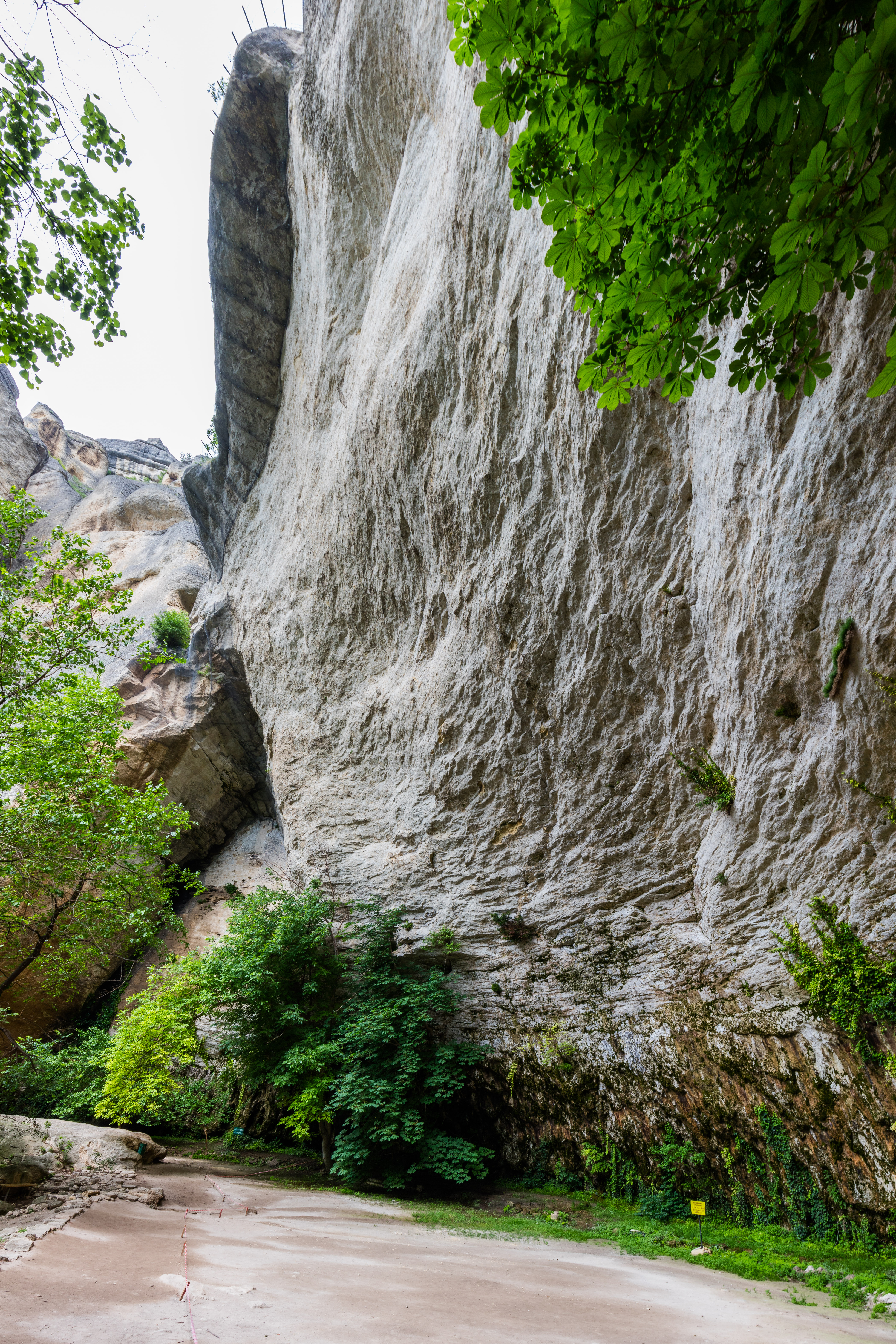
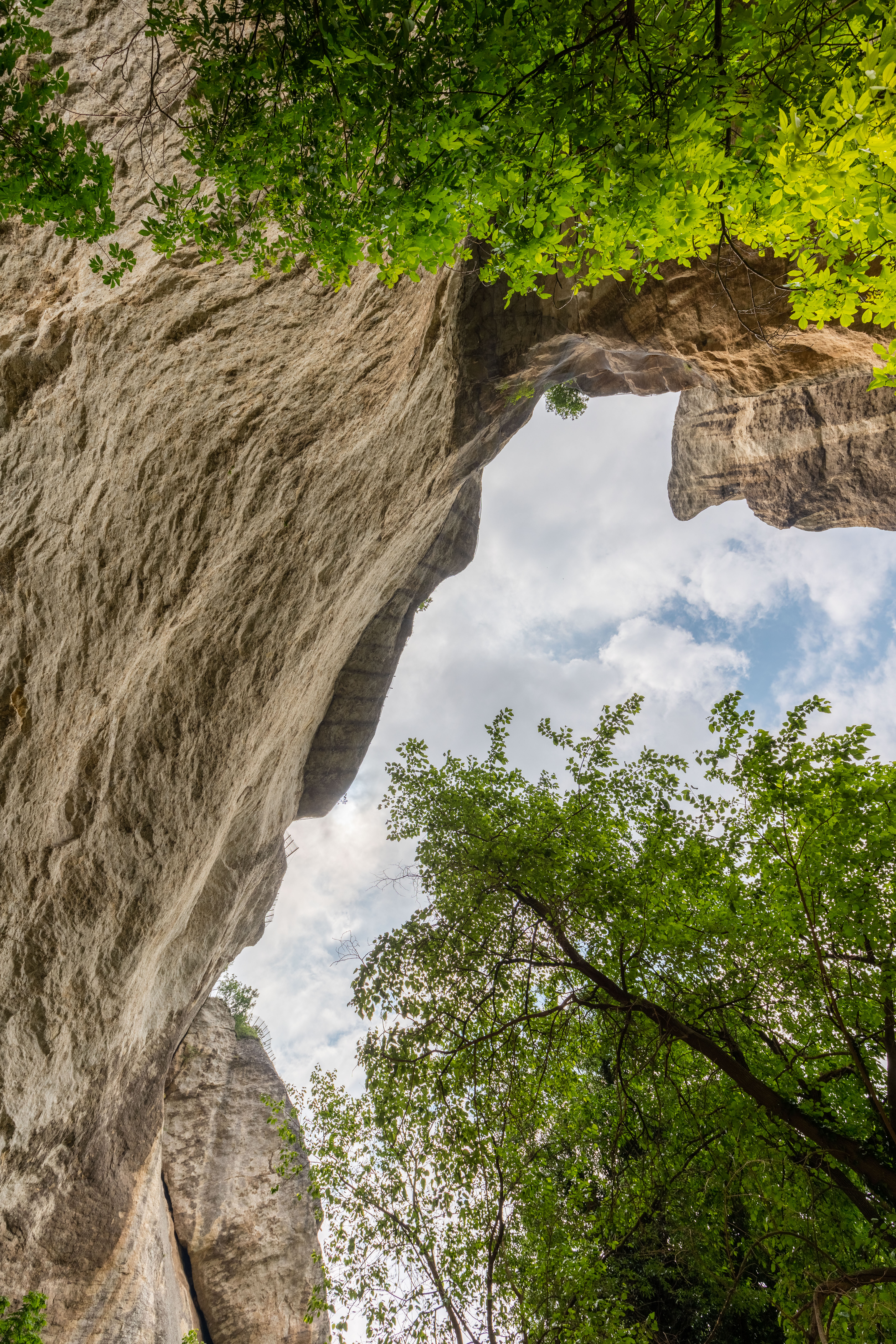
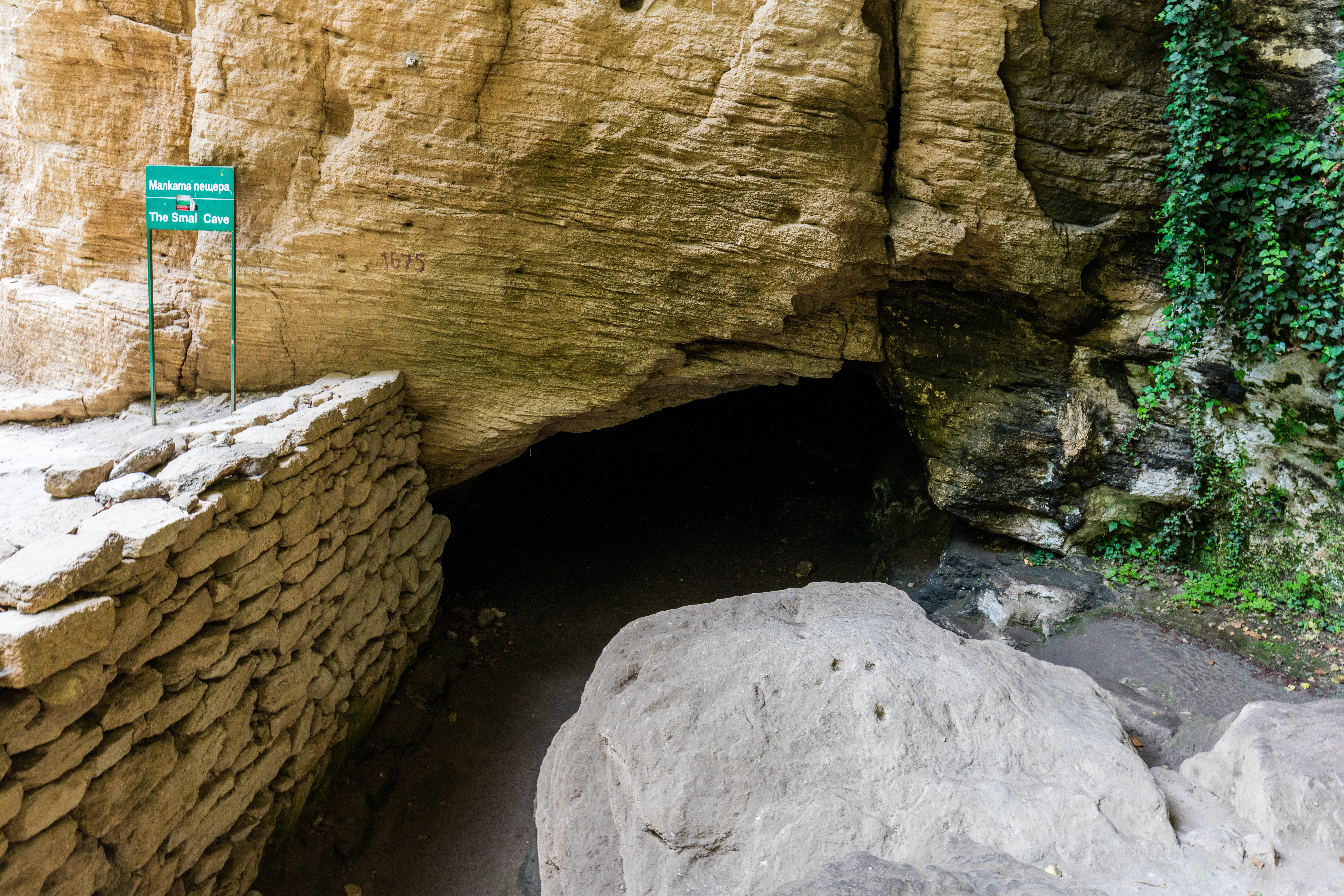
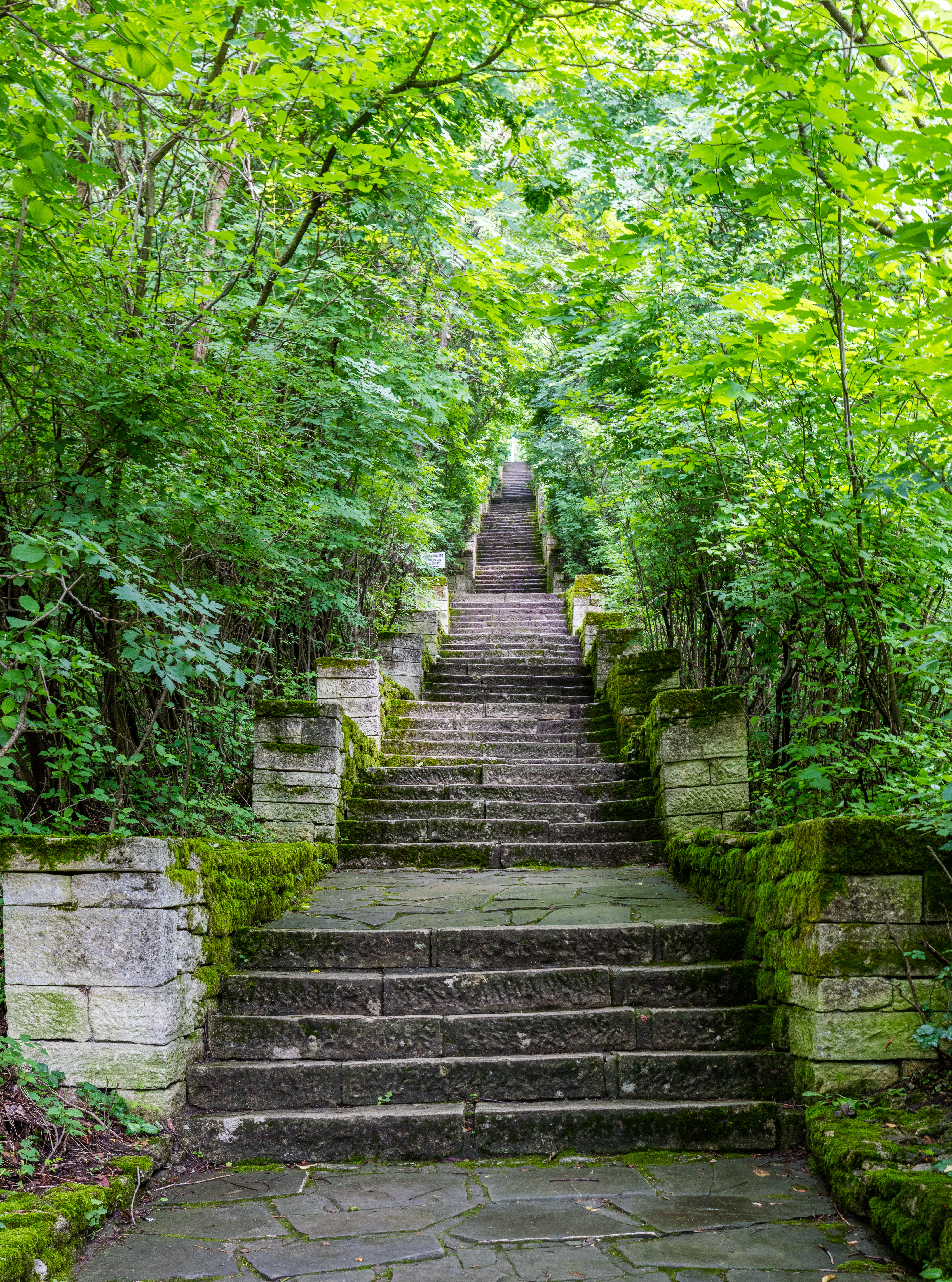
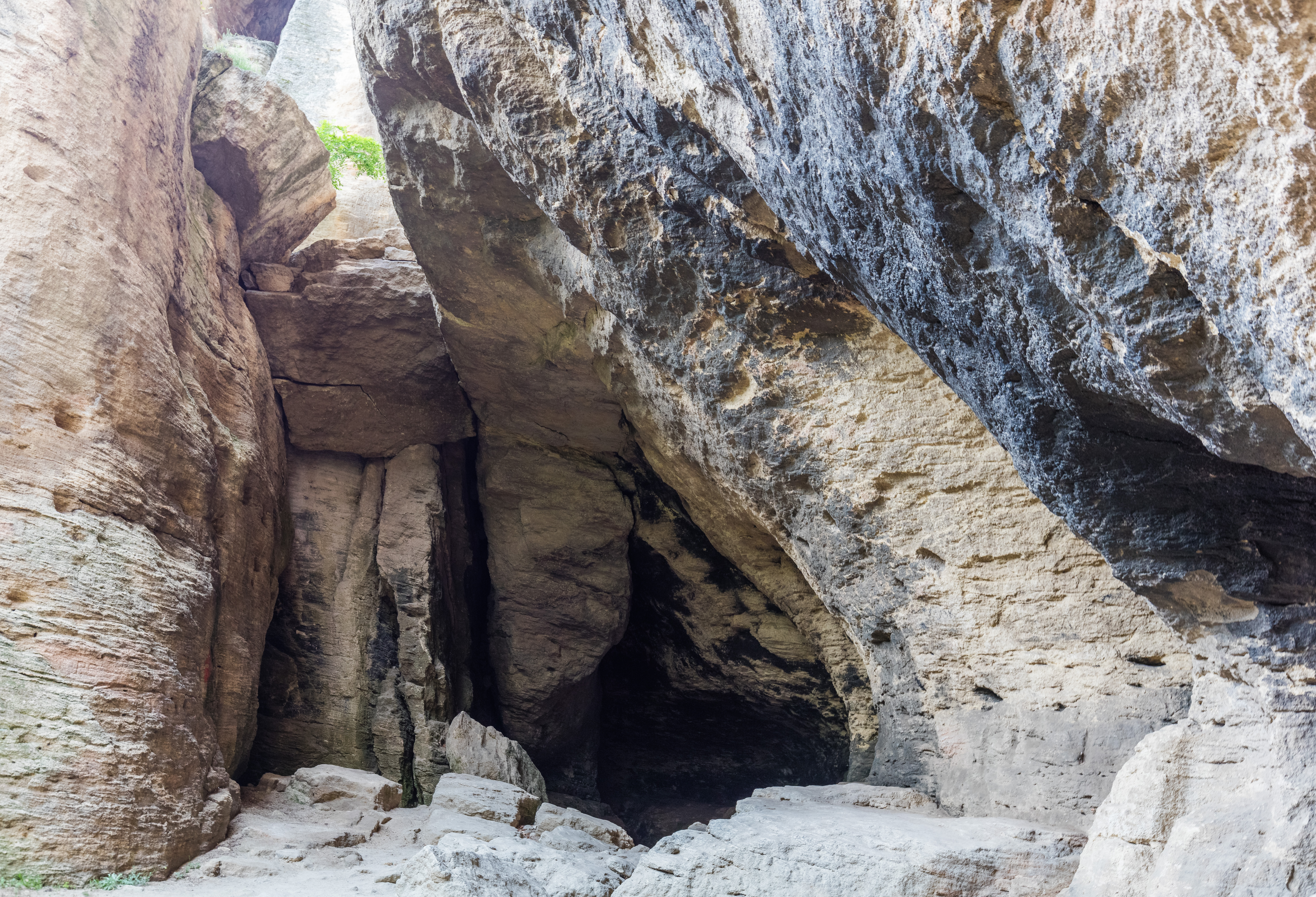
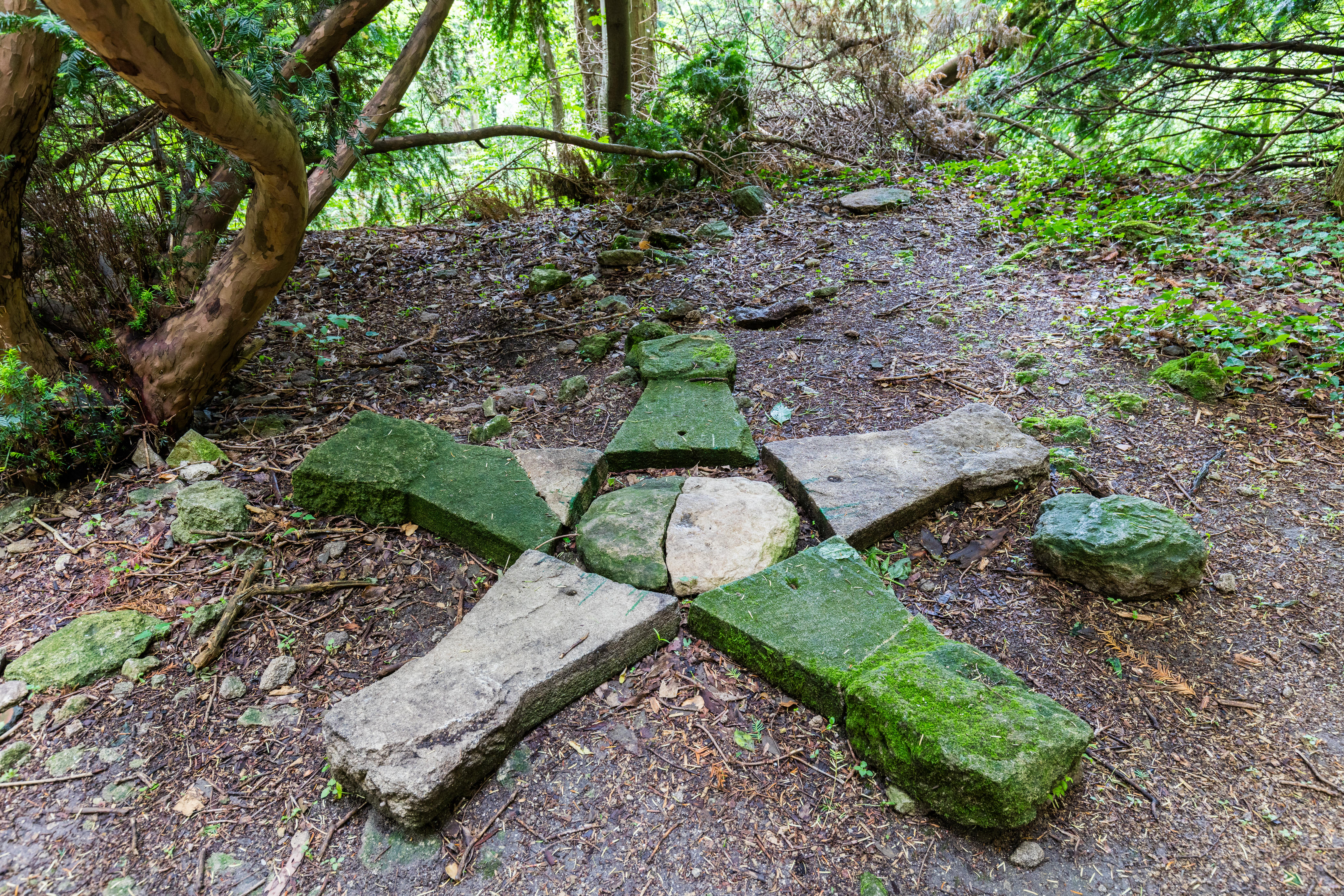
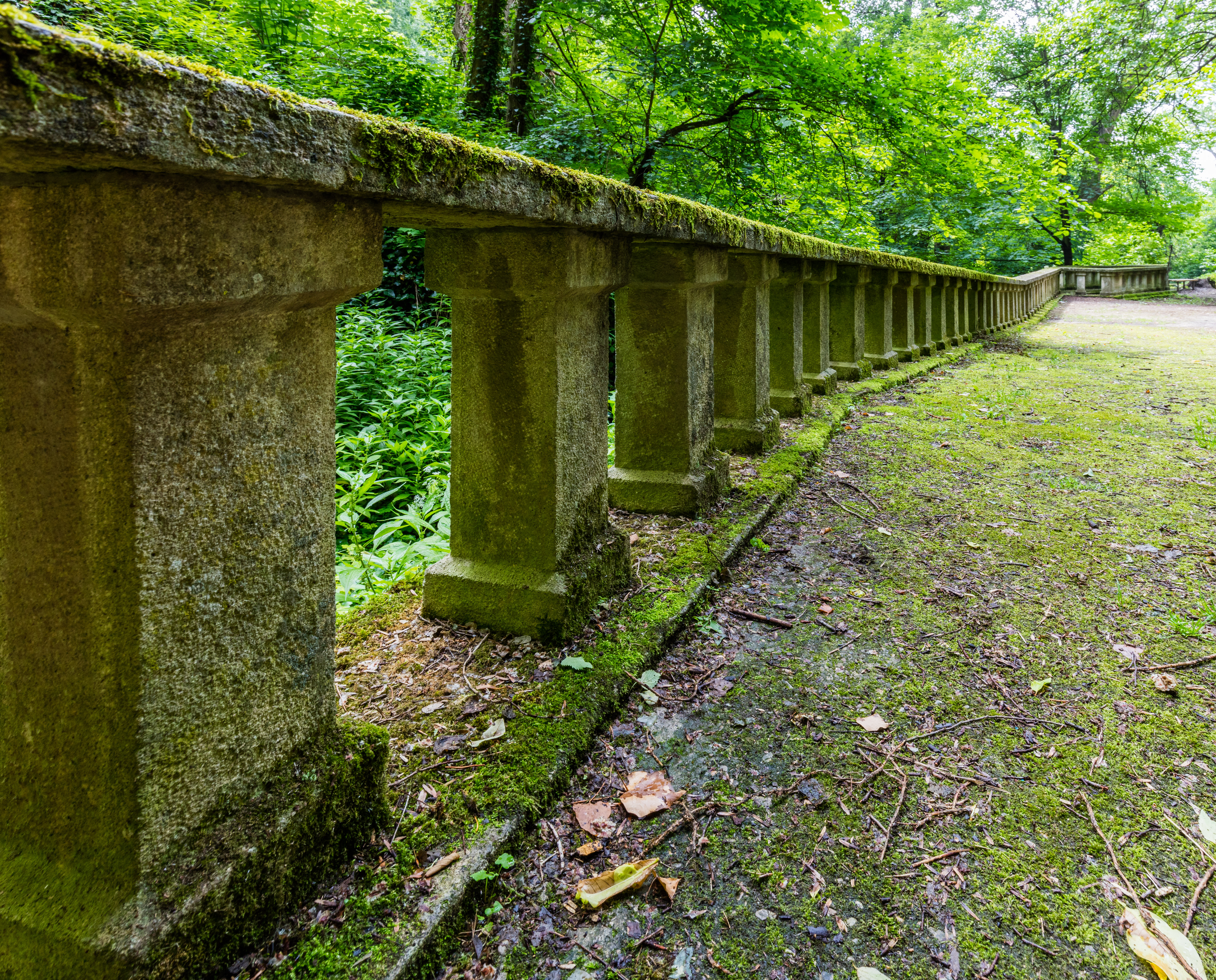
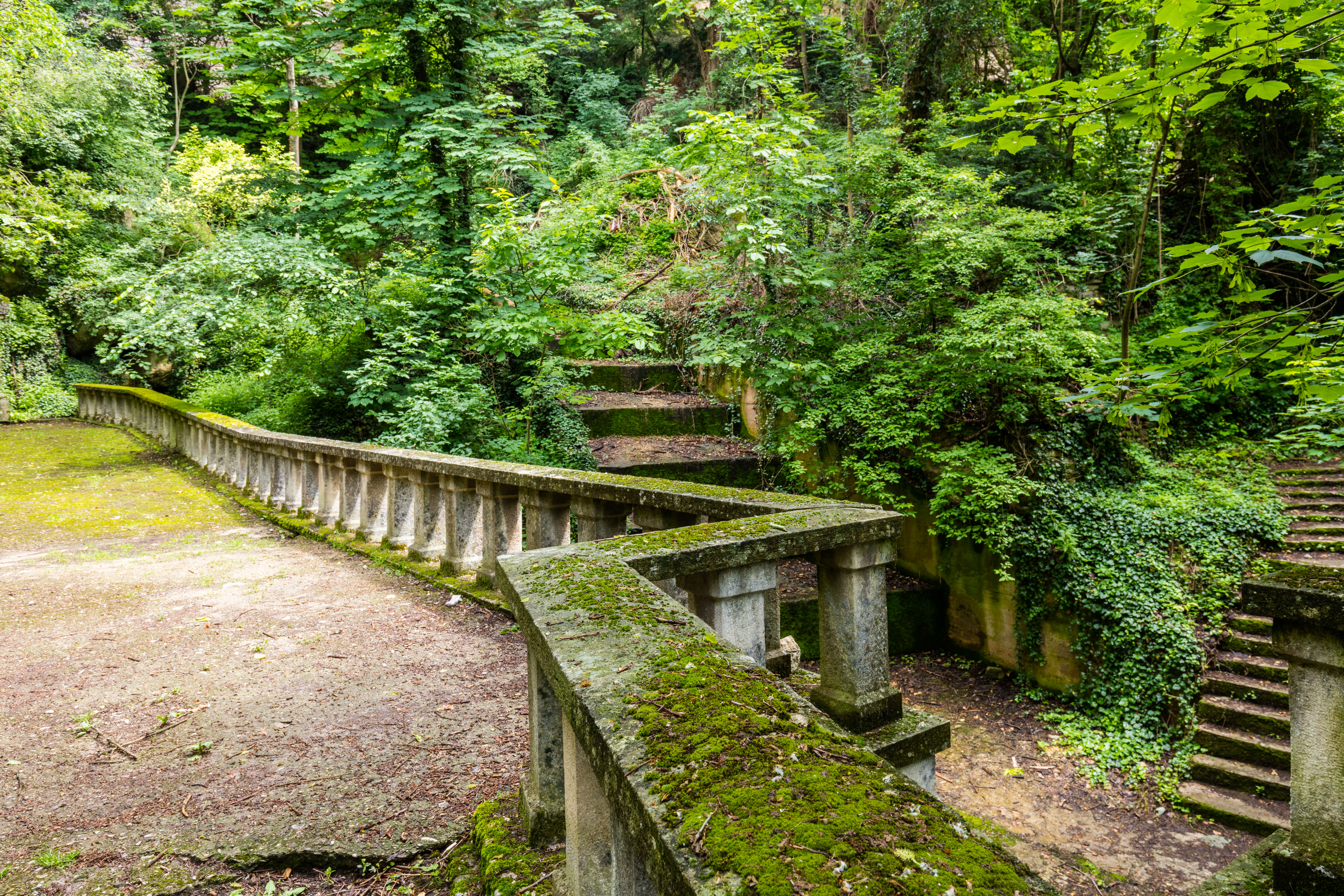